# Vojaški ordinariat Belgije
Vojaški ordinariat Belgije (francosko Diocèse aux Forces armées belges, nizozemsko Bisdom bij de Krijgsmacht) je rimskokatoliški vojaški ordinariat, ki je vrhovna cerkveno-verska organizacija in skrbi za pripadnike Belgijskih oboroženih sil.
Sedež ordinariata je v Bruslju.

## Škofje
- Jozef-Ernest van Roey (1957 - 6. avgust 1961)
- Leo Jozef Suenens (24. november 1961 - 1979)
- Godfried Danneels (15. september 1980 - danes)